# مرض العصبون الحركي
مرض العصبون الحركي (بالإنجليزية: motor neuron disease)‏ هو مجموعة من الأمراض التنكسية التي يميزها تضرر خلية العصبون الحركي في الدماغ، وفي الحبل الشوكي وفي المسالك المسؤولة عن انتقال الإشارات العصبية بينهما.
أكثر أنواع داء العصبون الحركي انتشاراً هو التصلب الجانبي الضموري؛ وهو معروف أيضاً باسم «مرض لو غريغ»، إذ سمي على اسم لاعب كرة قاعدة (بيسبول) أمريكي مشهور أصيب به.
يصيب داء العصبون الحركي الخلايا العصبية الحركية في غالبية العضلات الإرادية في الجسم، والتي يقوم الدماغ من خلالها بمراقبة عمل العضلات. نتيجة لهذا المرض، تتلف الخلايا العصبية، ولا يمكن بعد ذلك تحريك العضلات. عدم القدرة على تحريك هذه العضلات أو التحكم بها عصبيا يؤدي شيئا فشيئا إلى ضعفها، إلى درجة شللها.
خلال المرض، تصاب العضلات المسؤولة عن تحريك الأطراف والبلع والنطق وحتى التنفس تدريجياً، دون ترتيب ثابت. لا يضر هذا المرض بالحواس الخمس أو بالقدرات العقلية أو بالعضلات الداخلية (كالقلب، والمثانة البولية، والجهاز الهضمي وغيرها).
تبلغ نسبة انتشار مرض العصبون الحركي ما بين 1 إلى 6 من كل 100 ألف شخص في السنة. في حين أن الحديث في أن 5% - 10% من الحالات هو عن مرض وراثي سائد.
السن التي تحدث فيها النسبة الكبرى من الإصابة بالمرض هي ما بين الـ 40 والـ 70 عاما (سن 55 عاما بالمتوسط)، كما من الممكن أن تحصل الإصابة في سن متقدمة أكثر من ذلك. أما في سن أقل من 40 عاما، فإن الإصابة بهذا المرض تعتبر نادرة جدا، وإن كان الأمر محتملا.

## الأعراض
تكون علامات الإصابة بمرض العصبون الحركي خفيفة وغير محددة في البداية، لذلك يحصل تأخير في التشخيص في كثير من الأحيان، أما أكثر الشكاوى انتشارا فهي تلك النابعة من ضعف العضلات. يستصعب المريض أن يقوم بالكتابة، برفع الأغراض، بالتسلق أو حتى السير كذلك تحدث تشنجات في العضلات، تغيير في الصوت والتعبير وصعوبات في البلع، وبسبب ضعف عضلات الرقبة، قد تحصل في بداية المرض حالة من تدلي الرأس و«سقوطه» باتجاه ما.
يختلف ظهور أعراض داء العصبون الحركي وتقدمه من شخص إلى آخر. لكنه يتميز بشكل عام، بضعف شديد في عضلات الأطراف والعضلات المسؤولة عن عملية البلع، المضغ والكلام، بل من الممكن أن تصاب العضلات المسؤولة عن التنفس بشكل يستدعي إعطاء التنفس الاصطناعي. ويبلغ معدل حياة المريض بعد الإصابة بهذا المرض ما بين 3 إلى 5 سنوات. يعيش نحو 20% من المصابين أكثر من 5 سنوات، بينما يعيش نحو 10% لفترة تزيد عن 10 سنوات.

## الأسباب وعوامل الخطر
ليس من المعروف بعد ما الذي يسبب مرض العصبون الحركي. لكن تمت الإشارة إلى عدد من الاليات باعتبار انها عوامل مسببة لهذا المرض. عوامل بيئية سامة، مثل حالة ازدياد المرضى في جزر المحيط الهادئ، إضافة إلى عدد من العناصر، مثل الالمنيوم، التي تم العثور على تركيز مرتفع منها في الاغذية، حيث ادى التغيير في الانماط الغذائية إلى انخفاض كبير في عدد المرضى هناك. في بعض حالات الإصابة الوراثية، تم التعرف على الخلل الوراثي. فهذا الخلل الوراثي يؤدي إلى اضطراب في إنتاج بروتين معين وظيفته هي احباط والغاء فاعلية مواد سامة يطلق عليها اسم «الجذور الحرة» (Free radicals)، التي يمكن أن تسبب موت الخلايا العصبية.
من العوامل الأخرى التي اشير إلى احتمال كونها من العوامل المسببة للمرض، ارتفاع مستوى الـغلوتامات (Glutamate)، وهي مادة منبهة للخلايا العصبية. وجود هذه المادة بكميات زائدة، وتفعيل الخلايا العصبية بصورة مبالغ فيها، يلحقان ضررا بالخلية إلى حد موتها.
كذلك، اشير أيضا إلى نقص في المواد المسؤولة عن نمو الخلايا العصبية وحمايتها، تجميع كميات كبيرة من مكونات الخلية والاضرار بالجهاز المناعي، باعتبارها عوامل أخرى من الممكن ان تؤدي إلى الإصابة بمرض العصبون الحركي.
لكن ايا من هذه العوامل المذكورة لم يتم اثبات مسؤوليته بشكل مؤكد وقطعي، باستثناء العامل الوراثي، ومن الممكن ان يكون اجتماع عدد من العوامل معا هو المسبب الحقيقي للإصابة بهذا المرض.

## العلاج
تمت تجربة عدد كبير من الادوية لمعالجة داء العصبون الحركي، لكن دون جدوى حقيقية. وحتى الآن، تم اثبات فاعلية جزئية لنوع واحد من الدواء استطاع الحد من سرعة تفاقم المرض، هو عقار الـريلوزول (Riluzole)، الذي يساعد في تخفيف التصلب، تخفيف حدة اضطرابات الكلام، الانقباضات واضطرابات البلع وبلع الريق. اما أحد العلاجات الهامة، فهو العلاج الداعم للمريض ولافراد عائلته. مع تقدم المرض وظهور علامات الاضطراب في عملية البلع بشكل بارز، يتوجب التفكير بالتغذية المباشرة إلى المعدة. كذلك، تتم معالجة اضطرابات التنفس بواسطة أجهزة داعمة لعملية التنفس. وبما أن اضطرابات التنفس التي تستدعي التنفس الاصطناعي (Artificial respiration) تعني ان حالة المريض شديدة ونهايوية لا براء منها وانه يعاني، عمليا، من شلل في غالبية العضلات في جسمه، لكنه واع لحالته، فمن المتبع ان تتم مناقشة الحالة مع المريض نفسه، في المراحل المبكرة وغير الخطيرة من المرض، ومناقشة رغبته في تلقي التنفس الاصطناعي.